# 호세 마누엘 페수도
호세 마누엘 페수도 솔레르(스페인어: José Manuel Pesudo Soler; 1936년 6월 11일, 발렌시아 주 알마소라 ~ 2003년 12월 5일, 발렌시아 주 발렌시아)는 스페인의 전 축구 골키퍼이자 감독이다.
그는 현역 17년 동안 216번의 라 리가 경기에 출전했는데, 주로 발렌시아와 바르셀로나에서 활약했다.

## 클럽 경력
페수도는 카스테욘 도 알마소라 출신으로, 1955년에 19세의 나이로 발렌시아에 입단하여 2군과 같은 주를 연고로 하는 이웃 알리칸테에 임대되어 출전했다. 발렌시아 소속으로 3년을 활약하며 총 63번의 라 리가 경기에 출전해 이 중 뒤에 2년 동안 53경기에 출전하였고, 그를 눈여겨 보던 바르셀로나가 그를 영입했고, 페수도는 카탈루냐 연고 구단 소속으로 두 번의 우승을 거두었는데, 덤으로 1965-66 시즌에는 최우수 골키퍼로 선정되어 트로페오 리카르도 사모라의 주인공이 되었다.
5년 동안 바르셀로나 선수로 활약하던 페수도는 유소년부 졸업생 살바도르 사두르니와 주전 지위를 놓고 경쟁했으나, 결국 1966년에 구단을 떠나 발렌시아에 다시 입단하였고, 동지가 복귀 1년 차에 코파 델 레이를 우승하는 데에 일조했다. 그는 1970-71 시즌 발렌시아가 우승할 당시 선수단에 이름을 올렸지만, 이 시즌에는 단 한 경기도 출전하지 못했다.
베티스 소속으로 1부 리그에서 2년을 더 보냈으나, 2년차에 강등의 쓴맛을 본 후 페수도는 38세에 세군다 디비시온의 짐나스틱에서 현역 생활에 마침표를 찍었다.

## 감독 경력
1976년부터 1991년까지 그는 감독으로 활약했는데, 그의 연고지 발렌시아에서만 활약했고, 아마추어 구단만 지휘했다. (그는 당시 테르세라 디비시온에 속해 있던 비야레알을 1980년대에 1년 동안 지휘했었다.)

## 최후
2003년 12월 5일, 페수도는 심근 경색으로 발렌시아에서 영면에 들었다. 그는 향년 67세였다.

## 수상

### 클럽
바르셀로나
- 코파 델 헤네랄리시모: 1962–63
- 인터시티스 페어스컵: 1965–66

발렌시아
- 코파 델 헤네랄리시모: 1966–67

### 개인
- 트로페오 리카르도 사모라: 1965–66